# Concursuri profesionale ale serviciilor pentru situații de urgență
.

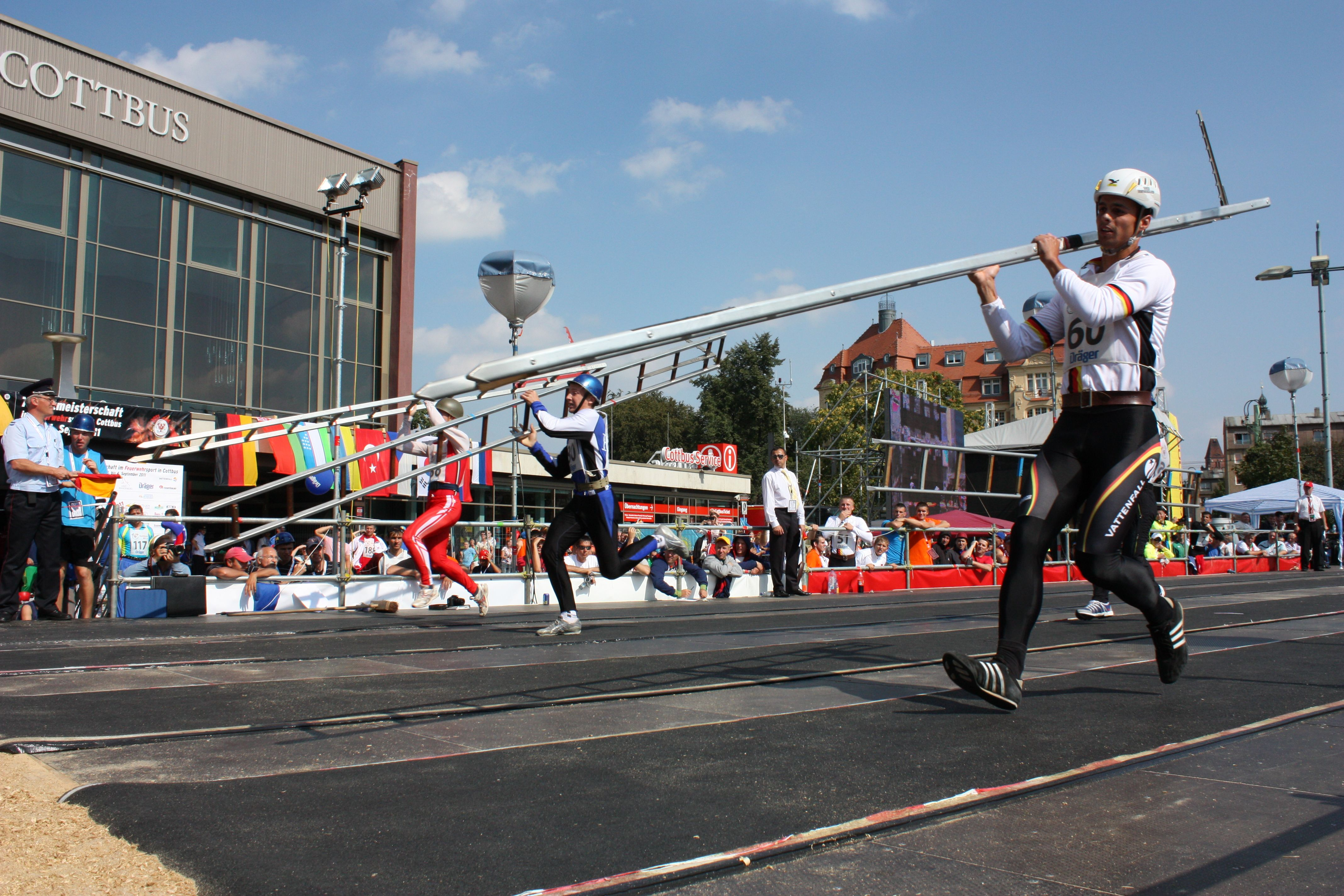
Al 7-lea Campionat Mondial de la Cottbus (Germania), Scara de fereastră

Concursuri profesionale ale serviciilor pentru situații de urgență sunt sporturi de  stingere a incendiilor respectiv de lupta contra incendiilor ale pompierilor. În unitățile militare atât la nivel central cât și județean din România este practicat sportul de către pompieri, organizat periodic și anual conform Ordinului M.A.I., I.G.S.U. și Calendarul Sportiv M.A.I. pentru anul în curs respectiv programului de pregătire cu pompierii profesioniștii, respectiv regulamentelor de concursuri pentru serviciile voluntare și private și cercurile de elevii „Prietenii pompierilor” din cadrul unităților de învățământ”.
Aceste sporturi sunt practicate de serviciile de pompierii din România și de elevii din cadrul cercurilor de elevi „Prietenii pompierilor” din cadrul unităților de învățământ. Competițiile sportive de pompieri se joacă individual și în echipe la nivel județean, național și internațional. 
Munca  pompierilor profesioniști și voluntari, este esențial  și trebuie să poți face față stresului psihologic și fizic, care de prea multe ori se află la limita a ceea ce este capabil fiecare individ. Consolidarea stării de sănătate, dezvoltarea proprietăților necesare și perfecționarea abilităților serviciilor de urgență sunt asigurate cel mai eficient prin combinarea activităților operaționale cu exerciții sportive speciale și a celor mai variate sporturi pe baza antrenamentului sportiv complet. Pe lângă rezistență și viteză, cel mai potrivit sport pentru îmbunătățirea constantă a stării fizice este sportul aplicat de stingere a incendiilor.
Sporturile de stingere a incendiilor sunt un complex de exerciții speciale care, în funcție de caracterul și structura lor de mișcare, corespund cât mai mult activităților pompierilor în timpul unei operații.

## Probe de concurs
Probe de concurs pentru pompierii profesioniști  sunt:
- Scara de fereastră;
- Pista cu obstacole pe 100 metri;
- Ștafeta 4×100 metri;
- Realizarea dispozitivului de intervenție la motopompă.

## Istoric
La prima conferință a organelor de protecția împotriva incendiilor din țările socialiste s-a decis că vor avea loc competiții internaționale. Acestea au avut loc pentru prima dată la Leningrad în 1968 și au fost denumite Concursuri internaționale de pompieri din țările socialiste. În urma propunerii Uniunii Sovietice, competițiile sportive de stingerea incendiilor au fost incluse în Jocurile Olimpice de pompieri ale Asociației Mondiale a Pompierilor CTIF în 1973.
În Uniunea Sovietică acest sport de lupta contra incendiilor al pompierilor, este o disciplină sportivă.
Locuri de desfășurare a Concursuri internaționale de pompieri în țările socialiste - Alergare, Tabelul 1
| Nr. crt. | Loc de desfășurare | Anul | Locul |
| -------- | ------------------ | ---- | ----- |
| 1.       | Leningrad, URSS    | 1968 | 2     |
| 2.       | București, RSR     | 1969 | 4     |
| 3.       | Varșovia, RPP      | 1970 | 3     |
| 4.       | Budapesta, UVR     | 1971 | 5     |
| 5.       | Brünn, CSSR        | 1973 | 3     |
| 6.       | Sofia, VRB         | 1973 | 7     |
| 7.       | Burg, RDG          | 1975 | 3     |
| 8.       | Brünn, CSSR        | 1977 | 5     |
| 9.       | Riga, URSS         | 1978 | 3     |
| 10.      | Brașov, RSR        | 1980 | 7     |
| 11.      | Balatonfűzfő, UVR  | 1983 | 2     |
| 12.      | Varna, VRB         | 1984 | 2     |
| 13.      | Poznań, VRP        | 1986 | 6     |
| 14.      | Wismar, RDG        | 1988 | 2     |

România a fost gazda Campionatelor oficiale de stingere a incendiilor în anul 1969 și 1980, în anul 1969 a ocupat locul 4.
Există și Campionate Mondiale și Europene oficiale. Anterior, din 1973, această disciplină a fost introdusă în Competiții internaționale de stingere a incendiilor CTIF (cunoscut și sub numele de Jocurile Olimpice de Pompieri), unde competiția are loc într-un ciclu de 4 ani.
Sporturile de stingere a incendiilor sunt un complex de exerciții speciale care, în funcție de caracterul și structura lor de mișcare, corespund cât mai mult cu activitățile pompierilor în timpul unei operații.

## Concursuri pompieri în România
În România concursurile profesionale ale serviciilor pentru situații de urgență este practicat de servicii de pompieri(serviciile voluntare/ private pentru situații de urgență și profesioniste) respectiv cercurile de elevi „Prietenii pompierilor” din cadrul unităților de învățământ. Concursurile sportive de pompieri se joacă individual și în echipe la nivel județean, zonal, național și internațional.
Concursurile naționale se organizează de I.G.S.U. prin I.S.U. după caz M.E.N. respectiv inspectoratele școlare județene, cu sprijinul autorităților conform regulamentelor de concurs amintite mai jos:
- Regulamentul de organizare și desfășurare a concursurilor cercurilor tehnico-aplicative de elevi „Prietenii pompierilor[3];
- Regulament privind organizarea și desfășurarea concursurilor profesionale ale serviciilor voluntare și private pentru situații de urgență[4];
- Regulament privind organizarea și desfășurarea concursurilor profesionale ale serviciilor profesioniste pentru situații de urgență.

Echipele câștigătoare la cele trei tipuri de concursurilor profesionale la nivel național se califică și pot participa la Olimpiada Pompierilor organizat de Asociația C.T.I.F. o dată la 4 ani conform regulamentelor de concurs.

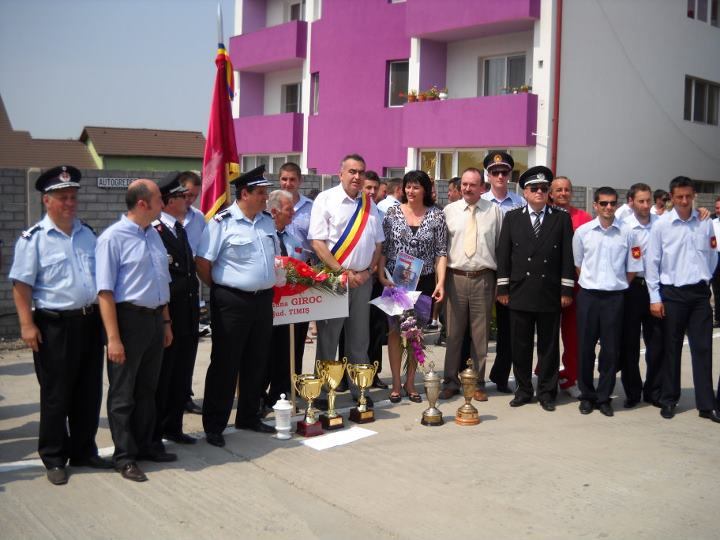
Lotul SVSU com. Giroc, jud. Timiș campioni ai concursurilor profesionale ale serviciilor voluntare din România în anul 2010 desfășurat la Timișoara și Giroc, alături de personalități și autorități

.
Locuri de desfășurare din 2007 a „Concursurilor naționale ale serviciilor voluntare si private pentru situații de urgenta”, anul/ campioana.
- 1 – Ploiești - 2007 – SVSU, com. Giroc, jud, Timiș

- 2 – Gherla - 2008 – SVSU, com. Giroc, jud, Timiș

- 3 – Odorheiul Secuiesc - 2009 – SVSU, com. Giroc, jud, Timiș

- 4 – Timișoara - 2010 – SVSU, com. Giroc, jud, Timiș

- 5 – Târgu Secuiesc - 2011, S.V.S.U. com. Brodina – jud. Suceava

- 6 – Suceava - 2012 - S.P.S.U. com. Brodina – jud. Suceava;

- 7 - Piatra Neamț - 2013, S.P.S.U. com. Popești – Jud. Bihor;

- 8 - Râmnicu Vâlcea - 2014, S.P.S.U. com. Lespezi, Jud. Iași;

- 9 - Iași 2015 - S.P.S.U. com. Brodina, jud. Suceava;

- 10 - Brăila – 2016 - S.P.S.U. com. Lespezi, Jud. Iași;

- 11 - Sibiu 2017 -  S.P.S.U. com. Lespezi, Jud. Iași;

- 12 - Brașov - 2018 - S.P.S.U. com. Lespezi, Jud. Iași;

- 13 - Ploiești - 2019 - S.P.S.U. com. Săbăoani, jud. Neamț;

- 14 - În perioada 2020 – 2021 nu s-au ținut concursuri datorită pandemiei de Covid19;

- 15 - 2022 Arad - S.P.SU. com. Lespezi, Jud. Iași;

## Organizator competiții internaționale pompieri

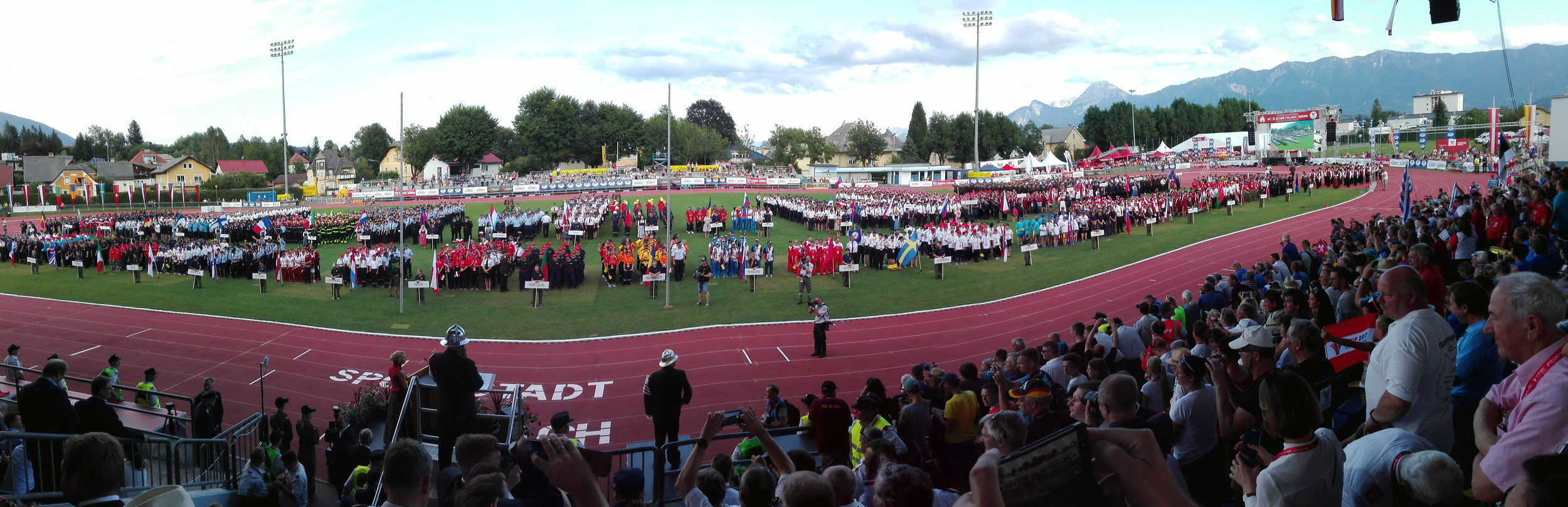
Competiții internaționale de pompieri Villach, Austria, 2017, servicii participante

Două asociații organizează în prezent competiții internaționale în sporturile de stingere a incendiilor:
a. Asociația internațională a serviciilor de incendiu și salvare(CTIF)
În 1973 au fost incluse de asociația CTIF „Competițiile internaționale de stingere a incendiilor”(Olimpiada Pompierilor) cunoscute înainte (Campionatele Mondiale ale Pompierilor) și se desfășoară o dată la patru ani. Din 1985 participă și echipe de la serviciile voluntare de pompieri din fiecare țară membră a asociației.
Articol principal :  Competiții internaționale de stingere a incendiilor
Cei mai buni trei concurenți ai „Competițiilor Sportive Internaționale de Pompieri” la disciplinele: ,,pista cu obstacole de 100 m”, ,,scara de fereastră” și realizarea dispozitivului de intervenție, primesc fiecare medalia competiției. În evaluările pe echipe ale disciplinelor individuale ,,pista cu obstacole de 100 m”, ,,scara de fereastră”  echipele concurenților pe primele  trei locuri primesc fiecare o medalie de aur, argint sau bronz. Toți concurenții din primele trei locuri la ștafete individuale și echipele de stingere a incendiilor vor primii medalii.
b. Federația Sportivă Internațională a Pompierilor
În 2001, Federația Sportivă Internațională a Pompierilor și Salvatorilor (ISFFR) a fost fondată cu sediul la Moscova.
Scopul acesteia era de a consolida cooperarea internațională a pompierilor și de a organiza campionate mondiale și europene în sporturile de stingere a incendiilor. Poate fi văzută ca organizația succesoare a „competițiilor din țările socialiste” întrerupte, care se desfășoară la fiecare doi ani. În primii câțiva ani, un campionat european și mondial a avut loc alternativ în fiecare an. Campionatele mondiale au urmat în fiecare an din 2008. În 2014, femeile au început oficial pentru prima dată.
În Tabelul 1 de mai sus sunt prezentate Concursuri internaționale de pompieri din țările socialiste care au avut loc în: Leningrad(URSS) – 1968, București( România) - 1969 unde țara noastră a ocupat locul 4, Varșovia( Polonia) – 1970, Budapesta(Ungaria)  -1971, Sofia (Bulgaria) – 1973, Brașov (România) - 1980 unde țara noastră a ocupat locul 7, etc.

## Campionatele mondiale și europene
Cupa Mondială
- I – 2002 – Moscova (Rusia)

- II – 2004 – Minsk (Belarus)

- III – 2006 – Teheran (Iran)

- IV – 2008 – Sofia (Bulgaria)

- V – 2009 – Ufa (Rusia)

- VI – 2010 – Donetsk (Ucraina)

- VII – 2011 – Cottbus (Germania)

- VIII – 2012 – Antalya (Turcia)

- IX – 2013 – Jinju (Coreea de Sud)

- X – 2014 – Almaty (Kazahstan)

- XI – 2015 – Sankt Petersburg (Rusia)

- XII – 2016 – Izmir (Turcia)

- XIII – 2017 – Ostrava (Republica Cehă)

- XIV – 2018 – Banska Bystrica (Slovacia)

- XV – 2019 – Saratov (Rusia)

Campionatul European
- I – 2003 – Sankt Petersburg (Rusia)

- II – 2005 – Ostrava (Republica Cehă)

- III – 2007 – Ostrava (Republica Cehă)

Sport de lupta contra incendiilor al pompierilor include o competiție între diferitele țări care luptă împotriva incendiilor , echipe în exerciții legate de stingerea incendiilor cum ar fi pentru pompieri profesioniști:
a. Scara de fereastrăalergarea pompierului pe un traseu și urcarea scărilor până la etajul 3 al turnului de instrucție;
b. Realizarea dispozitivului de intervențiela motopompă, după darea semnalului ”START!”, echipa pornește motorul motopompei, asigură alimentarea cu apă din bazinul de 1000 litri, cu două tuburi de absorbție și realizează dispozitivul de intervenție,  după realizarea liniilor de furtun, cei doi șefi de țeavă acționează pentru umplerea cu apă a bazinelor de la ținte, încercarea se consideră încheiată atunci când lămpile de semnalizare, de la cele două ținte sunt aprinse continuu.

## Galerie Foto

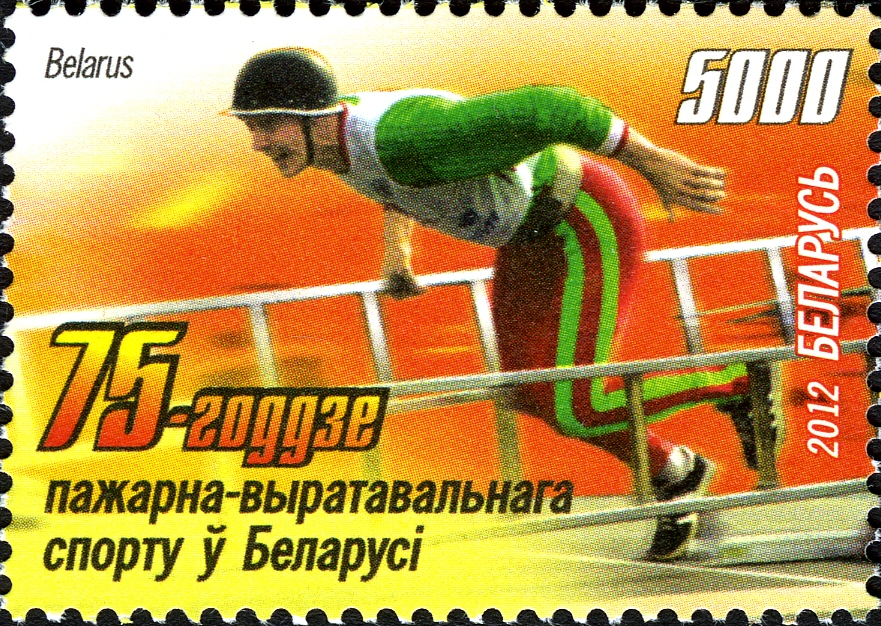
Timbru poștal din Belarus (2012)
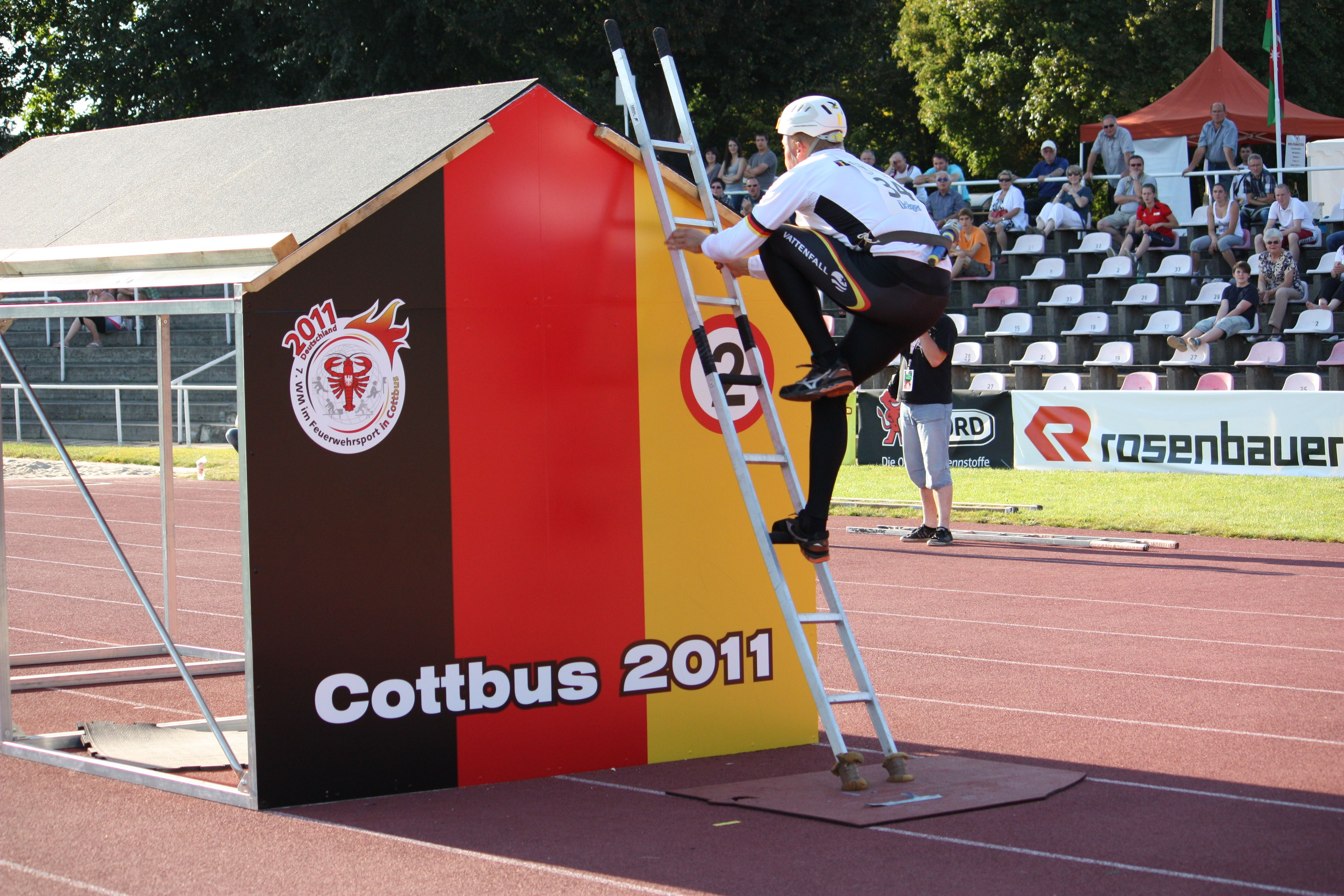
Al 7-lea Campionat Mondial (Germania). Ștafeta 4×100 metri la Cottbus
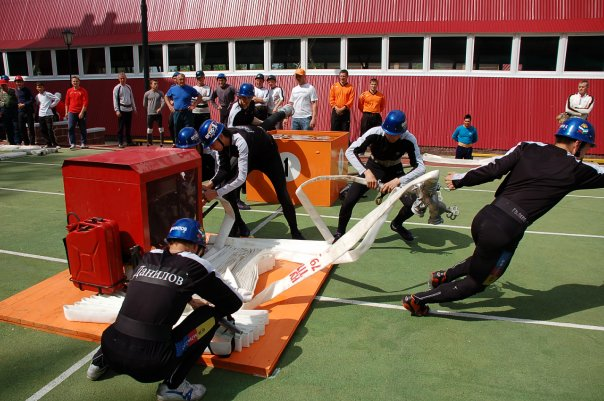
Realizarea dispozitivului de intervenție la motopompă.